# Henning von Tresckow
Henning Hermann Karl Robert von Tresckow (tiếng Đức: [ˈhɛ.nɪŋ fɔn ˈtʁeːs.ko] ⓘ; sinh ngày 10 tháng 1 năm 1901 -  mất 21 tháng 7 năm 1944) là một sĩ quan Wehrmacht hàm thiếu tướng. Ông là người đã tổ chức cuộc đảo chính chống lại Quốc trưởng Adolf Hitler. Ông đã cố gắng ám sát Hitler vào ngày 13 tháng 3 năm 1943 và soạn thảo kế hoạch Valkyrie cho một cuộc đảo chính chống lại Nội các Hitler. Gestapo mô tả ông là "kẻ chủ mưu chính" trong kế hoạch ám sát Hitler vào ngày 20 tháng 7 năm 1944. Tuy nhiên, kế hoạch này thất bại, ông đã tự sát tại Królowy Most ở Mặt trận phía Đông .

## Đầu đời
Tresckow sinh ra ở Magdeburg, Đức trong một gia đình quý tộc đến từ vùng Brandenburg của Phổ với truyền thống quân sự 300 năm, đã cung cấp cho Quân đội Phổ 21 tướng lĩnh. Cha của ông, Leopold Hans Heinrich Eugen Hermann von Tresckow, sau này là tướng kỵ binh, đã có mặt tại lễ đăng quang của Kaiser Wilhelm I với tư cách là hoàng đế của Đế chế Đức tại Versailles năm 1871. Mẹ ông, Marie-Agnes, là con gái út của Bá tước Robert von Zedlitz-Trützschler, Bộ trưởng Bộ Giáo dục Phổ.
Tresckow nhận được phần lớn sự giáo dục sớm từ các gia sư ở vùng nông thôn hẻo lánh thuộc sở hữu của gia đình ông. Từ năm 1913 đến năm 1917, ông học dự bị Đại học tại một thị trấn ở Goslar. Ông gia nhập Trung đoàn Cận vệ số 1 với tư cách là sĩ quan thiếu sinh quân ở tuổi 16 và trở thành trung úy trẻ nhất trong Quân đội vào tháng 6 năm 1918. Trong Trận sông Marne lần thứ hai, ông đã giành được Chữ thập sắt hạng 2 vì lòng dũng cảm xuất sắc và hành động độc lập chống lại kẻ thù. Vào thời điểm đó, Bá tước Siegfried von Eulenberg, chỉ huy Trung đoàn 1 Cận vệ đã dự đoán rằng "Tresckow hoặc sẽ trở thành Tổng tham mưu trưởng hoặc chết trên đoạn đầu đài như một kẻ nổi loạn."

## Sự nghiệp quân sự
Sau Thế chiến I, Tresckow ở lại Trung đoàn bộ binh 9 Potsdam nổi tiếng và tham gia đàn áp phong trào Spartacist vào tháng 1 năm 1919. Năm 1920, ông rời khỏi  Reichswehr- Cộng hòa Weimar để học luật và kinh tế. Năm 1924, ông đã làm việc trong một ngân hàng và bắt đầu cuộc hành trình vòng quanh thế giới đến thăm Anh, Pháp, Brazil và miền đông Hoa Kỳ, trước khi phải từ bỏ hành trình để tiếp quản sản nghiệp của gia đình ở quê nhà. Giống như thành viên của nhiều gia đình Phổ nổi tiếng, Tresckow lựa chọn kết hôn với một gia đình có truyền thống quân sự lâu đời. Năm 1926, ông kết hôn với Erika von Falkenhayn, con gái duy nhất của Erich von Falkenhayn (Tổng tham mưu trưởng từ năm 1914 đến 1916) và quay trở lại phục vụ quân đội dưới sự bảo trợ của Thống chế Paul von Hindenburg. Tuy nhiên, ông không phải là một sĩ quan Phổ điển hình. Ông chỉ mặc quân phục khi thực sự cần thiết và không thích lối sống quân ngũ. Ông thích đọc thuộc lòng các tác phẩm của Rainer Maria Rilke và có thể nói được nhiều thứ tiếng như tiếng Anh và tiếng Pháp.
Năm 1934, Tresckow bắt đầu làm việc tại Bộ Tổng tham mưu sau khi được đào tạo tại Học viện Chiến tranh và tốt nghiệp với thành tích xuất sắc nhất khóa năm 1936. Ông được bổ nhiệm vào Cục Chiến dịch của Bộ Tổng tham mưu, nơi ông làm việc và xây dựng mối quan hệ thân thiết với các Tướng Ludwig Beck, Werner von Fritsch, Adolf Heusinger và Erich von Manstein.
Cuối năm 1939 đến năm 1940, ông giữ chức vụ tham mưu trưởng thứ hai của Tập đoàn quân A dưới quyền Gerd von Rundstedt và Erich von Manstein, và tham gia cuộc xâm lược Pháp vào mùa xuân năm 1940. Tresckow đóng một vai trò quan trọng trong việc áp dụng Kế hoạch Manstein mà sau này đã được chứng minh là thành công trong chiến dịch Pháp. Nhờ mối quan hệ đồng đội cũ giữa Tresckow với Rudolf Schmundt, trợ lý quân sự chính của Hitler, mà kế hoạch của Manstein đã khiến Hitler chú ý, sau khi bị Bộ Tư lệnh Tối cao Lục quân từ chối. Ông cũng được cho là đã nỗ lực phát triển Kế hoạch Manstein với tư cách là cấp phó của Günther Blumentritt. Sau thành công của chiến dịch Pháp, ông tỏ ra bàng quan trước niềm hưng phấn tràn ngập nước Đức và vinh quang của Hitler. Vào tháng 10, tại Paris, ông nói với một thư ký - sau này là vợ của Alfred Jodl: "Nếu Churchill có thể lôi kéo Mỹ tham gia cuộc chiến, chúng ta sẽ dần dần bị nghiền nát bởi ưu thế về tài vật. Phần còn lại thuộc về chúng ta sẽ là vùng Brandenburg và tôi sẽ là người đứng đầu lực lượng bảo vệ nơi đó."
Từ năm 1941 đến năm 1943, ông phục vụ dưới quyền Thống chế Fedor von Bock, anh họ của vợ ông, và sau đó là Thống chế Günther von Kluge với tư cách là sĩ quan chỉ huy tác chiến của Tập đoàn quân Trung tâm Đức trong Chiến dịch Barbarossa, cuộc xâm lược Liên Xô. Sau đó, vào tháng 10 và tháng 11 năm 1943, ông chiến đấu với tư cách là sĩ quan chỉ huy Trung đoàn Grenadier 442, bảo vệ bờ tây sông Dnieper ở Ukraine.
Từ tháng 12 năm 1943 cho đến khi tự sát năm 1944, ông giữ chức vụ Tham mưu trưởng Quân đoàn 2.

## Heuaktion
Với tư cách là Tham mưu trưởng Quân đoàn 2, Tresckow ký lệnh vào ngày 28 tháng 6 năm 1944 để thực hiện một kế hoạch do Himmler phát triển ban đầu, bắt cóc những đứa trẻ Ba Lan và Ukraine được cho là không có người giám hộ trong chiến dịch gọi là Heuaktion.
Khoảng 40.000 đến 50.000 trẻ em Ba Lan và Ukraina từ 10 đến 14 tuổi đã bị bắt cóc vì chương trình lao động cưỡng bức của Đức Quốc xã. Lệnh có đoạn viết: "Trong các hoạt động chống lại các băng đảng, bất kỳ bé trai và bé gái nào bị bắt trong độ tuổi từ 10 đến 13 có thể chất khỏe mạnh và không thể tìm thấy cha, mẹ, người giám hộ hoặc không có chỗ trú ẩn và không xác định được danh tính, bị coi như những kẻ vô công rồi nghề, sẽ được gửi đến khu vực được chỉ định dành cho những gia đình cặn bã của Đế chế."
Những đứa trẻ bị bắt cóc được sử dụng làm lao động cưỡng bức trong các tổ chức, nhà máy và các xưởng thủ công Đức như một phần của chiến dịch "làm giảm sức mạnh sinh học" kẻ thù của Đức Quốc xã.
Việc Đức Quốc xã bắt cóc trẻ em đã được Tòa án Nuremberg coi là một phần của chương trình diệt chủng có hệ thống. Alfred Rosenberg, người cũng đã ký các văn bản cho Heuaktion, đã bị Tòa án Nuremberg kết tội và việc ký văn bản của Tresckow đã được đề cập trong phán quyết cuối cùng.

## Phản đối Adolf Hitler
Mặc dù ban đầu ủng hộ Hitler vì chính ông cũng phản đối Hiệp ước Versailles, Tresckow nhanh chóng vỡ mộng vào năm 1934 sau sự kiện Đêm của những con dao dài (30 tháng 6 đến 2 tháng 7 năm 1934) cũng như bạo lực của nó đối với người Do Thái.
Năm 1938, vụ Blomberg-Fritsch càng củng cố thêm ác cảm của ông với Đức Quốc xã. Ông coi Kristallnacht, một cuộc tàn sát người Do Thái trên toàn quốc do nhà nước tiến hành, là sự sỉ nhục cá nhân và làm suy thoái nền văn minh.

Do đó, ông đã tiến hành tìm kiếm những thường dân và sĩ quan chống lại Hitler, chẳng hạn như Erwin von Witzleben, người đã khuyên Tresckow rời bỏ Quân đội, cho rằng họ sẽ cần thiết "khi ngày phán xét đến". Vào mùa hè năm 1939, ông nói với Fabian von Schlabrendorff rằng "cả nghĩa vụ lẫn danh dự đều yêu cầu chúng ta phải cố gắng hết sức để lật đổ Hitler và Chủ nghĩa quốc gia xã hội để cứu nước Đức và châu Âu khỏi chủ nghĩa man rợ". Trong chiến dịch tấn công Liên Xô, Tresckow tiếp tục các hoạt động kháng chiến một cách năng nổ. Tresckow kinh hoàng trước lệnh giết các Chính ủy Liên Xô bị bắt làm tù binh, ông nói:
Hãy nhớ khoảnh khắc này. Nếu chúng ta không thuyết phục được Thống chế [Fedor von Bock] đến chỗ Hitler ngay lập tức và hủy bỏ các mệnh lệnh này, người dân Đức sẽ phải gánh một tội lỗi mà thế giới sẽ không quên trong một trăm năm nữa. Tội lỗi này sẽ không chỉ đổ xuống đầu Hitler, Himmler, Göring và các đồng chí của họ mà còn đổ lên đầu bạn và tôi, vợ bạn và tôi, các con bạn và tôi, người phụ nữ băng qua đường và những đứa trẻ đang chơi bóng ở đằng kia.
Ông cũng rất tức giận trước cách đối xử với các tù nhân chiến tranh của Nga, và đặc biệt là vụ xả súng hàng loạt vào phụ nữ và trẻ em Do Thái của Einsatzgruppen ở hậu tuyến. Khi Tresckow biết về vụ thảm sát hàng nghìn người Do Thái ở Borisov, ông đã nhiệt tình kêu gọi Thống chế Fedor von Bock: "Không thể để chuyện như vậy xảy ra nữa! Và vì vậy chúng ta phải hành động ngay. Chúng ta có quyền lực ở Nga!"
Bộ tham mưu của Cụm tập đoàn quân Trung tâm bao gồm Trung tá Georg Schulze-Büttger, Đại tá Rudolf Christoph Freiherr von Gersdorff, Thiếu tá Carl-Hans Graf von Hardenberg, Trung úy Heinrich Graf von Lehndorff-Steinort, Trung úy Fabian von Schlabrendorff, Trung úy Philipp Freiherr von Boeselager và anh trai Georg Freiherr von Boeselager, Trung tá Hans-Alexander von Voss và Trung tá Berndt von Kleist cùng những người khác, nhiều người trong số họ đến từ Trung đoàn bộ binh 9 cũ của Tresckow. Trụ sở của Cụm tập đoàn quân Trung tâm do đó nổi lên như một trung tâm đầu não mới của phong trào kháng chiến trong Quân đội.
Cuối tháng 9 năm 1941, Tresckow cử sĩ quan thân cận Schlabrendorff đến Berlin để tiếp cận với các nhóm chống đối khác và tuyên bố rằng các sĩ quan của Cụm tập đoàn quân Trung tâm đã "sẵn sàng làm bất cứ điều gì". Sự tiếp cận này, được thực hiện khi sự bành trướng của Đức Quốc xã đang ở giai đoạn đỉnh cao, thể hiện sáng kiến đầu tiên đến từ mặt trận và Quân đội, như Ulrich von Hassell đã ghi lại trong nhật ký của mình. Schlabrendorff tiếp tục giữ vai trò liên lạc giữa Cụm tập đoàn quân Trung tâm và những người chống đối Hitler khác như Tướng Ludwig Beck, Carl Friedrich Goerdeler và Đại tá Hans Oster, phó giám đốc Abwehr (tình báo quân đội Đức), người có liên quan đến âm mưu đảo chính năm 1938 chống lại Hitler (Âm mưu Oster) . Việc Oster liên lạc và kết nối nhóm kháng chiến với Tướng Friedrich Olbricht, Chánh Văn phòng Tổng hành dinh Quân đội vào năm 1942 đã tạo ra một bộ máy đảo chính khả thi.

## Ám sát Hitler
Nhóm của Tresckow quyết định sẽ ám sát Hitler và từ đó tạo ra "tia lửa"  cho cuộc đảo chính mà Olbricht sẽ chỉ đạo từ Berlin. Cuối năm 1942, Olbricht cho biết vẫn cần khoảng 8 tuần để hoàn tất việc chuẩn bị cho cuộc đảo chính. Ngay sau đó, Tresckow tới Berlin để thảo luận về một số vấn đề còn lại và nhấn mạnh rằng thời gian không còn nhiều nữa. Vào mùa đông năm 1943, Olbricht tuyên bố: "Chúng tôi đã sẵn sàng. Bây giờ tia lửa có thể được thắp lên". Tresckow đảm bảo với nhóm âm mưu rằng ông sẽ hành động ngay khi có cơ hội đầu tiên.
Cơ hội đến vào ngày 13 tháng 3 năm 1943, khi Hitler đến thăm quân đội ở Mặt trận phía Đông tại Smolensk. Theo kế hoạch ban đầu, một nhóm sĩ quan sẽ cùng nhau bắn Hitler theo "tín hiệu" trong khu vực lộn xộn của các sĩ quan trong bữa trưa nhưng Kluge, chỉ huy của Cụm tập đoàn quân Trung tâm, người đã biết về âm mưu này, đã phản đối và nói rằng, "Chúa ơi, hôm nay đừng làm gì cả! Vẫn còn quá sớm cho việc đó!". Ông cho rằng quân đội và nhân dân Đức chưa sẵn sàng chấp nhận cuộc đảo chính và sẽ không hiểu hành động như vậy. Ông cũng lo sợ một cuộc nội chiến giữa Quân đội và SS, vì Heinrich Himmler không có mặt trong chuyến thăm cùng Hitler.
Tuy nhiên, Tresckow đã có một kế hoạch dự phòng. Trong bữa trưa vừa được đề cập, ông ta hỏi Trung tá Heinz Brandt, người đi cùng Hitler, liệu anh ta có sẵn lòng để mang một chai Cointreau cho Đại tá Helmuth Stieff (khi đó chưa phải thành viên nhóm âm mưu) tại trụ sở của Hitler ở Đông Phổ không (Tresckow tự nhận đã thua Stieff  trong 1 vụ cược và chai rượu là khoản phải trả). Brandt đồng ý. Chai Cointreau đó thực chất là một quả bom được chế tạo từ 1 loại chất nổ dẻo của Anh, với bộ đếm thời gian bao gồm một lò xo sẽ dần dần bị hòa tan bởi axit. Trước khi máy bay của Hitler cất cánh, Schlabrendorff đã kích hoạt cầu chì kéo dài 30 phút và giao gói hàng cho Brandt, người đã lên máy bay của Hitler. Sau khi cất cánh, một tin nhắn được gửi đến những kẻ âm mưu khác ở Berlin bằng mật mã rằng chiến dịch đang được tiến hành. Tuy nhiên, khi Hitler hạ cánh an toàn xuống trụ sở Đông Phổ của ông ta, rõ ràng là quả bom đã không phát nổ (nhiệt độ cực thấp trong khoang hành lý không có hệ thống sưởi có thể khiến cầu chì không hoạt động). Thông báo thất bại nhanh chóng được gửi đi và Schlabrendorff đã lấy lại gói hàng để ngăn chặn âm mưu bị phát hiện.
Một tuần sau, vào ngày 21 tháng 3, Cụm tập đoàn quân Trung tâm tổ chức trưng bày cờ Quân đội Liên Xô và vũ khí thu giữ được ở Mặt trận phía Đông. Buổi trưng bày diễn ra tại Zeughaus, bảo tàng quân sự ở Berlin, nơi Hitler sẽ đến thăm vào Ngày tưởng niệm các Anh hùng cùng với Himmler và Hermann Göring. Đại tá Gersdorff tình nguyện làm kẻ đánh bom liều chết, có ý định cho nổ một quả bom trên người gần Hitler khi đang làm hướng dẫn viên. Anh ta mang theo những quả bom có ngòi nổ 10 phút, biết rằng Hitler dự kiến sẽ ở trong bảo tàng trong 30 phút. Nhưng vào phút cuối, ngay trước khi Hitler đến, thời gian lưu trú của ông ta giảm xuống chỉ còn 8 phút như một biện pháp bảo đảm an ninh. Hitler lướt qua trong hai phút. Kết quả là Gersdorff không thể hoàn thành nhiệm vụ của mình, kế hoạch ám sát lại thất bại. Gersdorff sau đó vô hiệu hóa quả bom trong một nhà vệ sinh chỉ vài giây trước khi nó kịp phát nổ.
Những âm mưu khác cũng thất bại tương tự vì thói quen thất thường của Hitler. Quan trọng nhất là họ không được tiếp cận Hitler vì ông ta không còn đến thăm mặt trận nữa, hiếm khi đến thăm Berlin và dành phần lớn thời gian ở Wolfsschanze (Hang Sói) thuộc Đông Phổ hoặc Berghof ở Bavaria. Tresckow không được phép vào một trong hai địa điểm trên và an ninh nghiêm ngặt khiến mọi nỗ lực đều không thực tế và khó có thể thành công. Âm mưu của Oster bị thất bại vào tháng 4 năm 1943 là một bước lùi nữa của nhóm kháng chiến.
Tresckow đã làm việc không biết mệt mỏi để thuyết phục các chỉ huy quân đội cấp cao như Thống chế Fedor von Bock, Günther von Kluge và Erich von Manstein tham gia vào âm mưu nhưng không mấy thành công. Với sự giúp đỡ vô tình từ Schmundt, trợ lý của Hitler, ông đã đặt những sĩ quan có cùng chí hướng làm phụ tá và sĩ quan tham mưu để đưa họ đến gần hơn với âm mưu. Kluge thông cảm với những kẻ chủ mưu và đôi khi dường như sẵn sàng hành động nhưng lại trở nên thiếu quyết đoán vào những thời điểm quan trọng. Những người khác từ chối thẳng thừng, Manstein tuyên bố: "Các nguyên soái Phổ không nổi loạn" . Tuy nhiên, không ai báo cáo các hoạt động của họ cho SS.

## Chiến dịch Valkyrie
Cuối cùng, nhóm âm mưu quyết định dựa vào Lực lượng Quân Dự bị ở Berlin và các vùng khác để tiến hành một cuộc đảo chính chống lại Đức Quốc xã. Olbricht đưa ra một chiến lược mới nhằm tổ chức một cuộc đảo chính chống lại Hitler. Lực lượng Quân Dự bị có một kế hoạch tác chiến gọi là Chiến dịch Walküre (Valkyrie), kế hoạch này sẽ được sử dụng trong trường hợp xảy ra sự rối loạn nội bộ do cuộc ném bom của quân Đồng minh vào các thành phố của Đức gây ra sự vi phạm luật pháp và trật tự, hoặc một cuộc nổi dậy của hàng triệu lao động nô lệ. từ các nước bị chiếm đóng hiện đang được sử dụng trong các nhà máy ở Đức. Olbricht cho rằng kế hoạch này có thể được sử dụng để huy động Quân Dự bị nắm quyền kiểm soát các thành phố của Đức, giải giáp lực lượng SS và bắt giữ giới lãnh đạo Đức Quốc xã sau khi Hitler bị ám sát.
Trong tháng 8 và tháng 9 năm 1943, Tresckow nghỉ ốm kéo dài ở Berlin để soạn thảo kế hoạch Valkyrie "sửa đổi" với những chi tiết rõ ràng và thời gian biểu chính xác. Các mệnh lệnh sửa đổi và các tuyên bố bổ sung nhằm đổ lỗi cho cuộc nổi dậy là do đảng Quốc xã đã được vợ của Tresckow và thư ký của ông soạn thảo. Những tài liệu năm 1943 này đã được Liên Xô thu hồi sau chiến tranh và cuối cùng được xuất bản vào năm 2007, cho thấy vai trò trung tâm của Tresckow trong âm mưu cũng như động cơ lý tưởng của nhóm kháng chiến lúc bấy giờ. Hiểu biết về Holocaust là động lực lớn khiến nhiều sĩ quan tham gia vào âm mưu.
Nhưng khi Tresckow bị điều trở lại Mặt trận phía Đông vào tháng 10 năm 1943, ông không còn ở vị trí tích cực để lên kế hoạch hoặc thực hiện cuộc đảo chính nữa. Ngay cả việc thăng chức Tham mưu trưởng Quân đoàn 2 một tháng sau đó cũng không khiến kế hoạch có tiến triển. Để tiếp cận Hitler, ông ta đề xuất với đồng đội cũ của mình là Tướng Rudolf Schmundt, phụ tá trưởng của Hitler, thành lập một bộ phận chiến tranh tâm lý và chính trị mới để đánh giá dữ liệu và báo cáo trực tiếp cho Quốc trưởng. Schmundt, người vẫn có thiện cảm với người bạn cũ nhưng nghi ngờ rằng Tresckow bất đồng với Quốc trưởng, đã lặng lẽ bỏ qua vấn đề. Tresckow cũng đã nộp đơn xin trở thành người đại diện của Tướng Adolf Heusinger trong Bộ Tư lệnh Quân đội (OKH) trong thời gian hai tháng nghỉ phép, điều này cũng sẽ cho phép ông ta được tham dự các cuộc họp của Hitler, nhưng Heusinger đã từ chối.
Đại tá Claus von Stauffenberg, người đã gặp Tresckow vào tháng 8 năm 1943 và cùng nhau sửa đổi Chiến dịch Valkyrie, đã nhận trách nhiệm lập kế hoạch và thực hiện vụ ám sát Hitler. Vào thời điểm Stauffenberg được bổ nhiệm làm Tham mưu trưởng Quân dự bị và sẵn sàng thực hiện vụ ám sát thì quân Đồng minh đã đổ bộ vào Normandy. Khi Stauffenberg gửi một tin nhắn tới Tresckow thông qua Lehndorff để hỏi liệu nỗ lực này có ích lợi gì không vì không thấy được mục đích thực tế nào, Tresckow đã thúc giục anh ta không chỉ thực hiện vụ ám sát mà còn tiếp tục cuộc đảo chính ở Berlin ngay cả khi vụ ám sát đã thất bại. Ông lập luận rằng người Đức phải có hành động phản đối Hitler công khai bất chấp hậu quả. Ông cũng nói với Philipp von Boeselager và Margarete von Oven rằng 16.000 người bị giết hàng ngày không phải do thương vong trong chiến tranh mà do bị Đức Quốc xã sát hại, và Hitler phải bị giết chỉ để chấm dứt nó. Vài ngày trước khi hành động, Tresckow tâm sự với một người bạn rằng "rất có thể mọi chuyện sẽ không ổn". Tuy nhiên, khi được hỏi liệu hành động này có cần thiết hay không, anh ấy trả lời: "Có"

## Cái chết
Khi âm mưu ám sát Hitler và cuộc đảo chính sau đó ở Berlin (Âm mưu 20 tháng 7) thất bại, Tresckow quyết định tự sát tại mặt trận ở Królowy Most gần Białystok vào ngày 21 tháng 7. Những lời sau cùng của ông với Schlabrendorff là:
Cả thế giới bây giờ sẽ phỉ báng chúng tôi, nhưng tôi vẫn hoàn toàn tin rằng chúng tôi đã làm điều đúng đắn. Hitler là kẻ thù không chỉ của nước Đức mà còn của thế giới. Trong vài giờ nữa, khi tôi đến trước Chúa để giải trình về những gì tôi đã làm và chưa làm, tôi biết tôi sẽ có thể biện minh cho những gì tôi đã làm trong cuộc đấu tranh chống lại Hitler. Đức Chúa Trời đã hứa với Abraham rằng Ngài sẽ không hủy diệt Sodom nếu chỉ tìm được 10 người công chính trong thành phố và vì vậy tôi hy vọng rằng vì lợi ích của chúng ta, Đức Chúa Trời sẽ không hủy diệt nước Đức. Không ai trong chúng tôi có thể phàn nàn về cái chết, vì bất cứ ai gia nhập hàng ngũ của chúng tôi đều khoác lên mình chiếc áo của Nessus. Giá trị đạo đức của một người chỉ được thiết lập ở thời điểm anh ta sẵn sàng hy sinh mạng sống để bảo vệ niềm tin của mình.
Để bảo vệ các đồng chí của mình, Tresckow dàn dựng một cuộc tập kích của quân du kích bằng cách bắn vài phát súng lục trước khi cho nổ một quả lựu đạn dưới cằm. Ông được chôn cất tại nghĩa trang gia đình ở Wartenberg. Khi Đức Quốc xã biết ông là chủ mưu trong Chiến dịch Valkyrie (vào cuối tháng 8 năm 1944), thi thể ông đã được khai quật và đưa đến lò hỏa táng trong trại tập trung Sachsenhausen. Vợ ông bị bắt, và các con của ông cũng bị liên lụy do chính sách Sippenhaft của Đức Quốc xã. Tuy nhiên, vào đầu tháng 10, vợ ông được thả và sống sót sau chiến tranh.

## Cuộc sống cá nhân
Năm 1926, Tresckow kết hôn với Erika von Falkenhayn, con gái của tướng Phổ Erich von Falkenhayn. Tướng Falkenhayn từng là Bộ trưởng Bộ Chiến tranh Phổ trong Thế chiến I đồng thời là Tổng Tham mưu trưởng Quân đội Đức. Tresckow và vợ có với nhau bốn người con.
Sau khi ông tự sát, vợ và các con gái ông bị bắt. Các cô con gái bị giam giữ tại nhà trẻ ở Bad Sachsa, Đức, cùng với một số đứa trẻ khác của những kẻ cầm đầu Âm mưu 20 tháng 7.
Các con trai của ông đều đã phục vụ trong quân đội Đức. Con trai cả của ông - Mark qua đời khi đang thực hiện nghĩa vụ quân sự vào năm 1945, gần một năm sau khi cha anh tự sát.

## Phương tiện truyền thông
Tresckow từng xuất hiện trong các bộ phim:
- đóng bởi Kenneth Branagh trong phim Valkyrie(2008).
- đóng bởi Ulrich Tukur trong phim Stauffenberg(2004).